# Ginástica artística nos Jogos Olímpicos de Verão de 2008 - Solo feminino
A final feminina do solo da ginástica artística nos Jogos Olímpicos de Verão de 2008 foi realizada no Estádio Nacional Indoor de Pequim, em 17 de agosto.

## Medalhistas
| Ouro   | ROU Sandra Izbaşa |
| Prata  | USA Shawn Johnson |
| Bronze | USA Nastia Liukin |

## Atletas classificadas
- CHN Cheng Fei
- ROU Sandra Izbaşa
- USA Shawn Johnson
- USA Nastia Liukin
- BRA Daiane dos Santos
- RUS Ekaterina Kramarenko
- RUS Anna Pavlova
- CHN Jiang Yuyuan

## Resultados
| Pos.              | Ginasta                  | Nota A | Nota B | Pen.  | Total  |
| ----------------- | ------------------------ | ------ | ------ | ----- | ------ |
| Medalha de ouro   | ROU Sandra Izbaşa        | 6.500  | 9.150  |       | 15.650 |
| Medalha de prata  | USA Shawn Johnson        | 6.400  | 9.100  |       | 15.500 |
| Medalha de bronze | USA Nastia Liukin        | 6.200  | 9.225  |       | 15.425 |
| 4                 | CHN Jiang Yuyuan         | 6.300  | 9.050  |       | 15.350 |
| 5                 | RUS Ekaterina Kramarenko | 6.100  | 8.925  |       | 15.025 |
| 6                 | BRA Daiane dos Santos    | 6.400  | 8.775  | 0.200 | 14.975 |
| 7                 | CHN Cheng Fei            | 6.300  | 8.250  |       | 14.550 |
| 8                 | RUS Anna Pavlova         | 5.800  | 8.325  |       | 14.125 |